# Janani Luwum

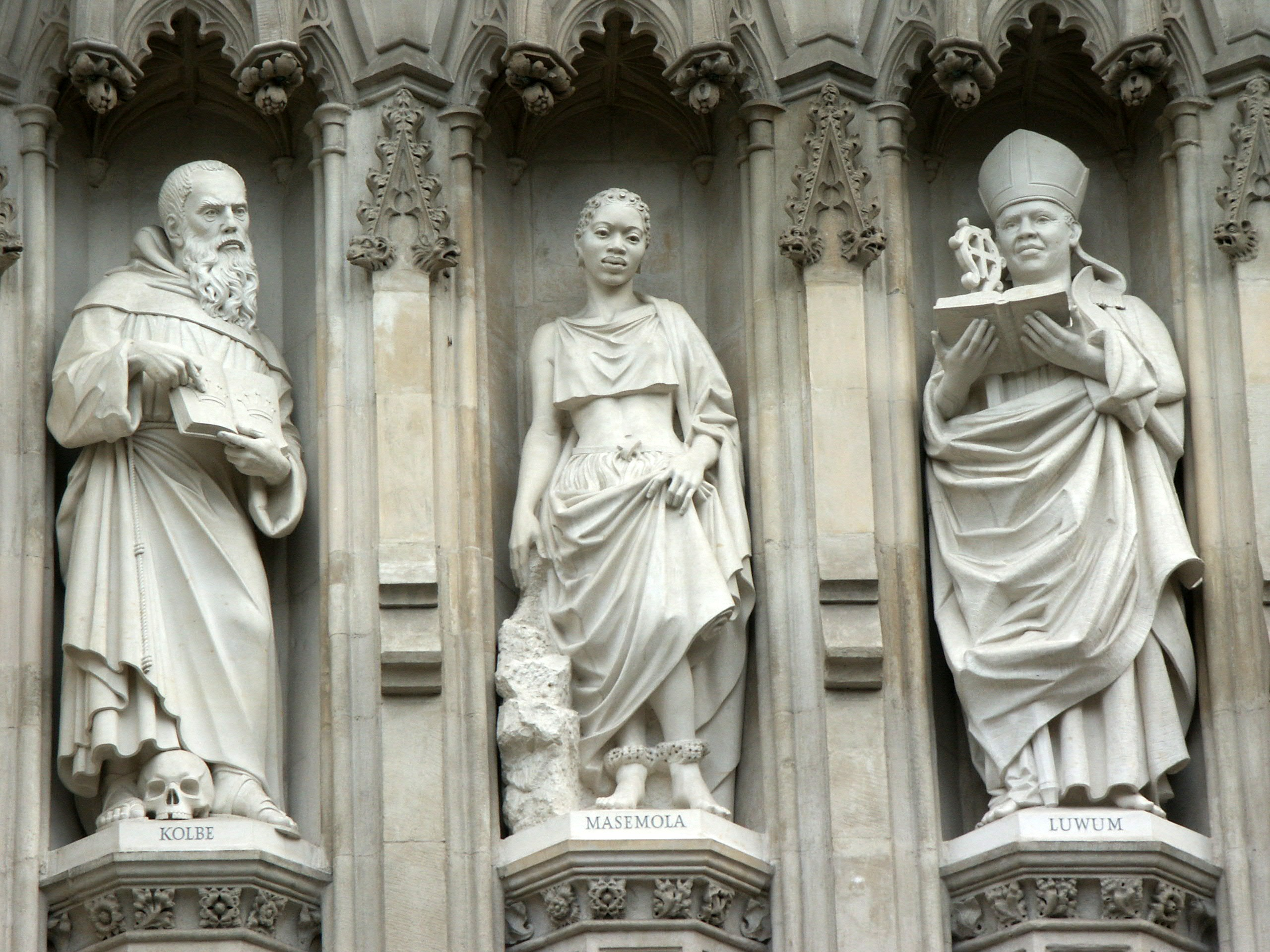
Janani Luwum (z prawej).

Janani Luwum (ur. 1922, zm. 17 lutego 1977) – ugandyjski arcybiskup kościoła anglikańskiego, biskup Ugandy Północnej (1969-1974) i arcybiskup Ugandy, Rwandy i Burundi (1974-1977).
Pochodził z ludu Aczoli. Został zamordowany w Biurze Badań Państwowych Ugandy z rozkazu dyktatorskiego prezydenta Idiego Amina za krytykę jego rządów.